# Andy Hallett

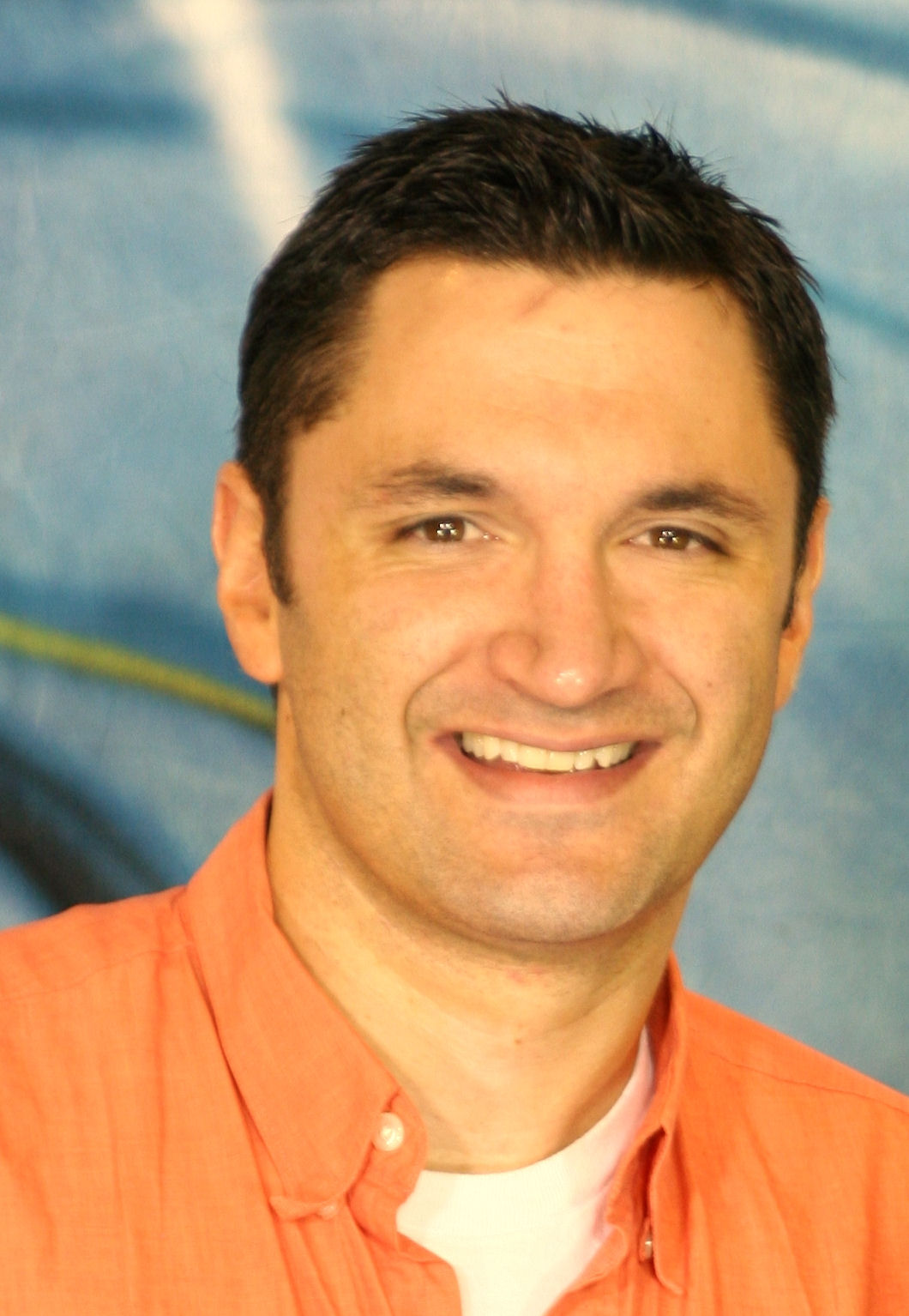
Andy Hallett

Andrew Hallett (* 4. August 1975 in Osterville/Barnstable, Massachusetts; † 29. März 2009 in Los Angeles, Kalifornien) war ein US-amerikanischer Schauspieler und Sänger. Seine in Deutschland bekannteste Rolle ist die des Lorne in der Serie Angel – Jäger der Finsternis.
Hallett erlag 2009 im Alter von 33 Jahren einer seit 2005 virulenten Kardiomyopathie.

## Filmographie
- 1999: Buffy – Im Bann der Dämonen (Buffy the Vampire Slayer) als Student (Gastauftritt, 1 Folge)
- 2000–2004: Angel – Jäger der Finsternis (Angel) als Lorne (76 Gastauftritte, 2. bis 4. Staffel; ab Ende der vierten Staffel als Hauptcast bis zum Serienende)